# Чигшика
Чигшика (фр. Tchigchika) — деревня в Чаде, расположенная на территории региона Ваддай.

## Географическое положение
Деревня находится в восточной части Чада, к северу от автодороги Абеше — Ум-Хаджер, на высоте 508 метров над уровнем моря.
Населённый пункт расположен на расстоянии приблизительно 613 километров к востоку-северо-востоку (ENE) от столицы страны Нджамены.

## Климат
Климат города характеризуется как полупустынный жаркий (BSh в классификации климатов Кёппена). Среднегодовая температура воздуха составляет 29,2 °C. Средняя температура самого холодного месяца (января) составляет 25,3 °С, самого жаркого месяца (мая) — 33,1 °С. Расчётная многолетняя норма осадков — 400 мм. В течение года количество осадков распределено неравномерно, основная их масса выпадает в период с мая по октябрь. Наибольшее количество осадков выпадает в августе (177 мм).

## Транспорт
Ближайший аэропорт расположен в городе Абеше.